# Torró d'Ocata

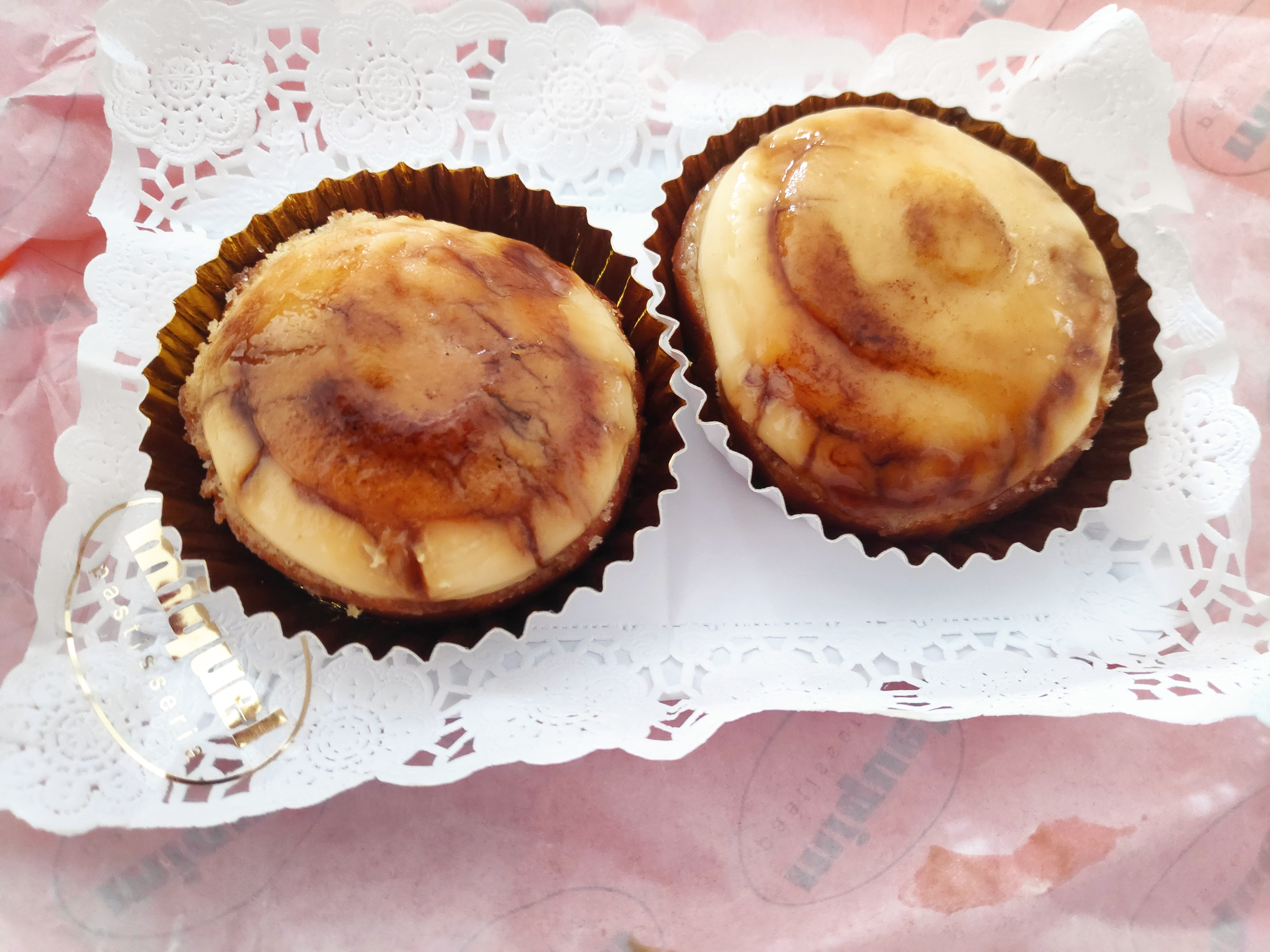
Dues masnovines

El torró d'Ocata és un torró trufat típic d'Ocata (El Masnou).
És un torró de Cointreau elaborat per la Pastisseria Miquel del Masnou, amb xocolata pura del 70%.